# 漂流教室
《漂流教室》是楳圖一雄在1972年到1974年間於《週刊少年Sunday》發表的恐怖類型日本漫畫，於1975年獲得小学馆漫画赏。中文版於1996年由時報文化出版。1987年由大林宣彥執導拍成電影。2002年拍成電視劇，名為《ロング・ラブレター～漂流教室～》於富士電視台播出。故事敘述主人翁高松翔在一次莫名的大爆炸中，連同整所大和小學師生862人一同來到了荒蕪的未來世界，他們必須面對彼此的猜忌、各種恐怖的怪物襲擊與根本不曉得能否安然返回本來世界的絕望感活下去。

## 故事簡介
某一天，發生了大地震，大和小學以及其中的師生被時間漂移到另一個時空，與原先的世界隔絕。
學校身處廢墟一般的沙漠中，叫天不應叫地不靈，生存物資亦十分緊絀。學生們發現他們正身處未來，已是地球毀滅、人類滅亡的世界末日；老師們因為意外而全都死亡，剩下的小學生為了爭奪生存物資和權力，不斷重演著人類數千年來自相殘殺的悲劇。主角高松翔的母親，夢到自己漂移中的孩子在求救，於是用盡各種方法把物資傳送到他那邊，還被身邊的人指為精神病。各種怪物及精神失常的人，亦不時向他們襲擊，學校中一片風聲鶴唳。透過一種由人類演變而來的單眼怪物，學生們明白到人類不斷污染地球，不維護道德的慘痛後果。
只有少部份學生活下來，用盡各種手段希望能夠回去原本的時空，不過他們最後只送了一個小孩、小孩的三輪車，以及馬內的右手和右臉（返回現代後與馬內其餘的身體重新連接）返回現代。他們深信那個小孩會把地球快毀滅的消息傳開，讓世人醒覺，重建這個開始腐敗的世界，改變未來成為一個美好的環境。

## 登場人物

### 主要人物
高松 翔（たかまつ・しょう）
故事中的主角，就讀大和小學6年3組，原本只是一個開朗的普通小學生，漂流事件當天早上跟母親爭吵，賭氣說永不歸家。他是第一個發現學校被荒廢沙漠包圍的學生，也是往後大和小學大部份決策的參與者。在所有老師死後，他是大和小學的領袖，一直到後來女惡霸一黨崛起。後來高松翔重新控制了學校，並被選為大和小學國的總理。他命名了另外六名大臣組成內閣。他有著英雄般的果敢堅毅性格，同時又有著強烈的正義感。他强調每個生命應擁有同樣的生存權利，從怪蟲襲擊中，生死存亡之際他選擇了保護事件根源的仲田，和釋放可食用的小鳥這些事件可見一斑。
大友（おおとも）
故事中另一名主要角色，同樣就讀大和小學6年3組，成績優異，漂流事件後被高松翔任命為厚生大臣。跟高松翔的立場並不一致，大友認為在非常狀況時可以犧牲部分的同學（例如仲田與橋本等人），以換得全體的生存。由於想法的差異，在加上大友的思想過於激烈，兩人曾經發生決裂。大友最後受到高松翔的感動，坦白了帶炸藥要毀滅學校的想法。喜歡咲子，故事最後對她表白。
川田 咲子（かわだ・さきこ，香港又譯笑子，台灣則譯為小花）
女主角，就讀大和小學6年3組，高松翔的朋友，坐在旁邊。咲子有著堅強的性格，頭上縛著一條馬尾是她的特徵。她一直偏執地維護著高松翔，成為他的一大助力。高松翔不在時，很多時候也由笑子執行指揮。她在女孩中也有著巨大的影響力，在洪水事件中她就擔當著指揮角色。大和小学校6年3組。她有一名就讀三年級的弟弟，在剛漂流到荒野時固執地走出校園，因不明原因死在校門不遠處。
西 あゆみ（にし・あゆみ，香港與台灣譯亞由美）
大和小學五年級生，也是女主角之一，容貌十分美麗。因小時候一次摔倒，傷害了脊髓而變得行動不便，需依靠拐杖扶持。亞由美身上具有一種超自然力量，能使兩個不同的時空產生聯繫，當亞由美昏迷時，高松翔就能透過她與母親對話。在故事結尾，大家利用她的能力送阿由回到正常的時空。
小野田 勇一（おのだ・ゆういち，香港又譯阿由，台灣則譯為小雄）
3歳小男孩，周圍的人都喚他「ユウちゃん」（「阿由」、「小雄」）。漂流前一天跟高松翔玩耍，並相約在接下來的一天繼續。由於相約地點在學校的小沙地中，因此也被漂流到未來世界去。但日本當局沒有在是次漂流事件中的862名失蹤師生所立的紀念碑中寫上阿由的名字。阿由同時也是最後回到正常時空唯一的人。
關谷久作（せきや・きゅうさく）
在大和小學尚未發生爆炸時是負責送飯的老伯，為人和善，但在爆炸後則顯示出殘忍醜陋的本性，包括控制麵包與飲水的行動，甚至挾持人質作為威脅。關谷不相信自己來到了未來，一味相信美軍人道的救援。在面對怪蟲的襲擊時因受到極大驚嚇，精神狀況變成嬰兒，在試吃蘑菇時意外撞到階梯而回復正常。關谷是本作中的反面角色，傳達了自私、殘忍、卑鄙等負面的情緒。最後返回時空時因意圖擾亂，被馬內遺留在此的手殺死。
高松 恵美子（たかまつ・えみこ）
高松翔的母親，案發當天的早晨跟高松翔爭吵，自此母子二人分隔異地，再沒法相見。事發後她一度變得歇斯底，無法鎮靜。後來高松翔幾度透過亞由美的超自然力量跟她重親取得聯絡，她亦應兒子的呼喚把所需的物資送到他身處的時空中。

### 6年3組
山田 信一（やまだ・しんいち）
大和小學6年3組學生，高松翔的好友。與高松翔一起回校途中，因折返回家取膳食費而在漂流事件中幸免於難。大和小學消失後，一直獲得高松惠美子的信任，連番協助她拯救高松翔。
柳瀬（やなせ）
大和小學6年3組學生。他的志願是長大後跟父親一樣，當一名醫生。他是高松翔的好友，也是翔回來後重投他陣線的第一人。他起初診斷橋本時斷錯了症，後來才發現橋本患上了鼠疫。他對藥物的知識頗豐富，這也在後來的手術中派上用場。漫畫中沒有表明他有否活到故事的尾段。
山本 法子（やまもと・のりこ）
大和小學6年3組學生。在時空轉移的初期學生上頂樓查看時太過惶恐而攀上鐵網摔落身亡。
畑（はた）
大和小學6年3組學生。關谷捉了愛川作人質，畑、高松翔、池垣與大久保四人成行作出拯救。畑在地上巧獲手槍，由於聲稱自己很熟悉手槍，魯莽地走進廚房，給關谷從背後一刀刺死，手槍更走火射死大久保。
大久保（おおくぼ）
大和小學6年3組學生，與畑等一行四人到廚房拯救被關谷抓著當人質的愛川，卻被畑的手槍走火射死。
池垣（いけがき）
大和小學6年3組學生，同時為大和小學國的國防部長。池垣性格果敢，體育成績一向優異，在怪蟲事件中，帶領一群同學奮勇的跟怪蟲對抗。他堅持到最後一分鐘，即使被剪斷一臂仍繼續英勇作戰，可惜最後不敵怪蟲，不幸殉職。
愛川 京子（あいかわ・きょうこ）
爆炸剛開始後，在廚房被關谷挾持的人質，後來被成功救出。
吉田（よしだ）
鼠疫事件中被懷疑有感染的人，與高松一起出外自我隔離。吉田並不承認自己受到感染，意圖返回學校時被學校內的人殺死。
田村（たむら）
送飯給關谷時受到關谷花言巧語的哄騙，給予他鐵絲器具，使得關谷能逃脫成功。
美川（よしかわ）
大和小學6年3組學生，志願是當一名歌手。她吃了怪磨菇後持續異變成未來人類，更創立了獨眼教派。在她要與教派中其它信徒離開學校時，被好友小山阻止。然而，當未來人類來到學校時，美川最後也離開了他們。她後來在地下通道中幫助高松翔一行人逃走而與未來人類戰鬥，之後便去向不明，估計因背叛未來人類而被殺害。

### 大臣
我猛（がもう）
大和小學IQ230的天才學生，被任命為文部大臣，正確且即時提供目前狀況的分析與應對，幫助高松度過難關（事實上大和小學國的制度亦是由我猛提出）。在漂流後經常去圖書館，靠書上的知識解決了不少問題。
大月（おおつき）
大月在試吃蘑菇事件中被關谷強迫吃下蘑菇，自此容貌與行為漸漸發生異變，成為未來人類。
柴田（しばた）
大和小學國的建設大臣。正義感很強，有時調停大友和高松的衝突。在沙漠與未來人類作戰時頭被咬掉而喪命。
石田（いしだ）
大和小學國的食料大臣。在逃出東京站時鼓膜被強大的爆炸衝擊而破裂，回到地上時則被鐵板招牌砸死。
新大臣
鼠疫事件發生後因應高松的自我隔離，由我猛主持選出。性格殘忍，明知自身患有鼠疫，卻反向擴散，幾乎使全校陷入感染的危險當中。煽動群眾，將與高松有關連的人關在舊校舍。後來因鼠疫死亡。

### 其它角色
川田 武（かわだ・たけし）
大和小學三年級，笑子的弟弟。剛開始到達未來時，因想回家而離開學校，卻在不遠處因不明原因在眾人視線中倒地並死亡。
安堂（あんどう）
大和小學六年1班，和高松與若原老師一起尋找食物。中途被已經失去理智的若原老師活埋，後來雖被高松救出，之後卻仍然受到若原老師駕車衝撞而死亡。
清野（せいの）
大和小學六年級，和高松與若原老師一起尋找食物。被失去理智的若原老師駕車衝撞而死亡。
長田（ながた）
大和小學六年級，和高松與若原老師一起尋找食物。幸運地從若原老師輪下逃離，之後拿了一片葉子回到學校後死亡。
辰巳（たつみ）
大和小學六年2班，是大和小學的不良學生。在高松出外尋找食物時學校出現謠言，指稱名字中為Ta
（た）開頭的人是罪魁禍首。辰巳因此被懷疑並被綁在棍子上，後來高松在游泳池發現水源才免於死亡。
八田（はった）
赤羽（あかばね）
大和小學六年級，和高松與關谷一起尋找食物時，受到怪蟲襲擊獨自逃跑。後來投靠在女惡霸手下，四處散播高松懦弱的謠言。最後見情勢轉變再回頭投靠高松。
田代（たしろ）
大和小學六年級，和高松與關谷一起尋找食物時，受到怪蟲襲擊並與赤羽逃跑。然而田代重新思考後決定對抗怪蟲，不幸被怪蟲吃掉而死亡。
女惡霸
大和小學六年級，流連於吉祥寺和新宿街頭的不良少女。要求他人稱呼為"公主"。打算統治學校，與高松進行選舉，最後以1票之差失敗，負氣帶了幾位死黨離開學校。故事後期她返回學校，並告知高松等人「天國」的存在後死亡。
仲田（なかた）
似乎和未來世界有一定程度關聯，在飢餓進食時怪蟲會到處肆虐。後來發現仲田在漂流事件發生前曾繪畫一張形似巨型羽翅鱟的圖畫，與接近翼肢鱟屬外觀的怪蟲十分相似。
橋本（はしもと）
村田（むらた）
野口（のぐち）
小山（こやま）
杉山恵子（すぎやま・けいこ）
盲腸になった事のある男子児童
内藤（ないとう）
麻子
久美子
マリ子

### 老師
若原（わかはら）
大和小学校6年3組担任教師。漂流前只是一名普通、盡責的教師，漂流後被環境刺激成殺人狂，將除了關谷以外的全校老師殺掉。最後在京陽飯店的遺址中追殺小翔與亞由美，卻被小翔用母親留在飯店牆壁中的小刀刺殺後從42樓摔落死亡。
桜（さくら）
校長
教頭
荒川（あらかわ）
谷村（たにむら）
女性教師。患有羊癲瘋。
浅井（あさい）
大塚（おおつか）
。
山科（やましな）
-

### 未来世界的其它生物
怪虫（かいちゅう）
仲田妄想具現化的生物，有翼肢鱟屬的外觀，在仲田飢餓進食時會到處肆虐。
怪虫的孩子們
仲田自殺後消失。
未来人類（みらいじんるい）
人類一直污染地球後，造成地球毀滅後，出現在未來的從人類進化成的怪物，有四腳類似蜘蛛的恐怖生物。某集提到高松翔被關谷逼到去挖水井發現地下鐵還在動，意外發現未來人類的巢穴，發現未来人類能以日語溝通，同時未來人類的領袖在播過去人類與地球逐漸滅亡的影片，也讓高松等人意識到了他們所在的世界會變成這樣的原因。
地鐵站中的老伯
高松翔一行人在東京車站地下探險時遇到的人类。已经变成了类似骷髅的样子，但并不是未来的变种人类而是普通人。靠着仓库内的紧急食品和同伴死尸的肉活到了现在。听到翔一行人的呼唤后，产生了过激反映，发出了奇怪的声音后休克死亡。似乎写下了什么东西，但是内容不祥。
未来海星（未来ヒトデ）
生存在未來的巨大海星。動作遲緩，會捕食人類。為了適應生長在充滿化學藥品的環境而進化的生物，無法食用，燒烤會生成有毒的氣體。未來人類會啜飲這種生物的血。在小翔等人與這群生物接觸後，理解到這個世界沒有可以作為食材的存在此一絕望的事實。

### 其它角色
馬内守也（ばない・もりや）
是名小偷，在大和國小消失事件發生之前，當天早上正在與一名同夥入小學內行竊，大和國小因大地震漂流到未來時，馬內剛好身體的一部份連同大和國小被帶走，但其他部分仍然留在現代，卻仍然能正常存活。馬內被帶到未來世界的部分是包含右眼的一部份頭顱切塊，與整隻右手，原來世界的醫生無法處理這種離奇的情況，常理說失去半邊臉與右手的人應該是沒救了，但是馬內卻仍然正常的活著，被綁在醫院的病床上對著醫生咆哮。而一隻手跟一塊臉在未來世界的馬內卻清楚地看到高松翔他們發生的事情，在最後高松一行人要將三歲的阿由送回原來世界的儀式時，關谷闖入要破壞，馬內原先藏在阿由書包中的半邊臉與手為了跟阿由一起回去，阻止了關谷，將關谷打倒，與阿由一同回到了現代，此時馬內的半邊臉與右手臂也回到了馬內身上，並向醫生護士透漏了小朋友在未來世界奮鬥的事情。
大友的母親
阿由的母親
與小翔的母親一樣對失去兒子情緒無法平復，知道阿由是因為跟小翔玩耍才會跟著大和國小消失，數次瘋狂抓住並指責小翔的母親要她把她兒子還來，但小翔的母親並不認識阿由與其母，並不理會。
大木（おおき）
小翔母親在接收到小翔需要鼠疫解藥後，急於尋找的人物。右手腕上有傷疤，真實身分為現代的知名棒球選手，由於舊傷及體能因素打算退休，但在受傷入院檢查時因為目擊強盜事件而幫忙追捕犯人，過程中被刀刺傷因而過世。死後遺體安置在醫院的停屍間，最後成為木乃伊被小翔等人發現。在小翔的提示下，小翔母親在木乃伊體內放置鼠疫解藥，因此使得在未來的小翔等人得以獲救，免於鼠疫危害。
エンジェル4

## 電視版
《漂流教室》曾於2002年由富士電視台改拍為電視劇，編劇為大森美香，由武內英樹執導。
該劇於2003年1月7日於香港有線電視播出，亦於2002年4月1日於緯來日本台在台灣首播。

### 人物
被時空漂移的人物
- 三崎結花（28）：常盤貴子飾
- 淺海曉生（23）：窪塚洋介飾
- 大友唯（17）：山下智久飾
- 高松翔（17）：山田孝之飾
- 關谷則子（32）：中島宏海飾
- 川田咲子（17）：大村彩子飾
- 池垣文也（17）：松本伸夫飾
- 柳瀨俊介（18）：鳥居紀彦飾
- 我猛翠（16）：鈴木惠美飾
- 西歩（16）：赤咲伶奈飾
- 高木美雪（17）：小泉絵美子飾
- 東留子（17）：高木麻依子飾
- 舞岡梓：（17）香里奈飾
- 安堂千里（17）：今江千佳飾
- 深澤冴（16）：長屋光紗飾
- 愛川京子（17）：小森早也香飾
- 伊勢原正志（17）：中重諭飾
- 二宮惠太（17）：一條俊飾
- 金澤真紀（17）：石井里彌飾
- 畑圭司（17）：鈴木圭飾
- 田代仁（17）：内野謙太飾
- 荏田雄一（17）：大澤朋司飾
- 辰巳寛人（17）：福士誠治飾
- 大久保晃弘（16）：市原隼人飾（中途辭演）：田中伸彥飾
- 寒川則香（16）：田口寛子飾
- 岡津三藏（40）：諸師岡飾
- 若原述之（48）：中丸新將飾
- 追濱雄三（35）：小原雅人飾
- 平沼剛（38）：増田由紀夫飾
- 鶴見良夫（41）：伊藤正之飾

留在現代時空的人物
- 三崎重雄（55）：大杉漣飾
- 一之瀨薰（17）：水川麻美飾
- 一之瀨真智子：高畑淳子飾
- 藤澤隆太（20）：妻夫木聰飾
- 山田信一（17）：內田朝陽飾
- 山田清美：伴美奈子飾
- 中澤純子（23）：石橋桂飾
- 川和初子（17）：安藤聖飾
- 新羽瑞穗（21）：藤井佳奈飾
- 畑百合子（16）：櫻庭菜保飾
- 大友美惠子（40）：宮田早苗飾
- 柳瀨菊枝：酒井麻吏飾
- 大月雪乃：倉澤桃子飾
- 長谷部杏：八卷瑞穗飾
- 井上夏美：岡田妙子飾
- 川崎智子（28）：桐子飾
- 大楠記者：三井善忠飾
- 播報員：福井謙二飾
- 記者：積圭祐飾
- 報導人：山田玲奈飾
- 校長：山崎滿飾
- 信：山西惇飾
- 麗子：須藤寛子飾
- 飯店的住宿客：沼崎悠、國本真子飾

侵入者們
- 給藥的侵入者：鄭龍進飾
- 傷害淺海的侵入者：天野裕朗飾
- 對我猛說話的侵入者：虎牙光揮飾

### 主題曲
《LOVELAND, ISLAND》：山下達郎主唱

### 電視版與漫畫原著相異處
電視版的故事架構，雖與漫畫原著相去不遠，但情節是經過大幅變更的，角色設定也完全不同，情境的營造與一般高校劇大同小異，但放在本故事情節卻略顯荒謬，原作的氣氛完全走調。
- 電視版把原著劇情的次序作出了大幅調動，並刪去大部分暴力及可能令人情緒不安的情節。
- 電視版的學校是所高中，而原著是小學。
- 原著中有863人被時空漂移，電視版中只有三崎、淺海、關谷和參與暑假補課的學生，共30人。
- 關谷、我猛等角色的性別在電視版中不同於原著。
- 原著的主角高松翔是一個小學生；電視版的主角淺海則是一個老師。
- 三崎和淺海都是原創角色：淺海是年輕的數學老師，也是肇事學校的舊生，三崎則在花店工作，二人為前戀人關係。
- 原著的爸爸媽媽角色，由高松和川田擔任；電視版則由淺海和三崎擔任。
- 原著是高松與若原老師打鬥時，高松的母親聽到兒子呼喚埋了把小刀給兒子；電視版則是三崎與若原老師打鬥時，三崎的父親埋了把酒瓶開瓶器給女兒做武器。
- 未來人類的角色替換成了殘留到未來的中國人，幾名中國人侵入學校欲搶糧劫色，還出現我方會講中文與中國人溝通的設定。
- 淺海擔任領袖，以老師的權威解決了高松和大友的分歧，阻止了原著中二人決裂分派的事件。
- 高松在電視版中，是激勵眾人士氣的重要角色；大友的戲份大幅度增加，並變成喜歡西；川田則被淪為配角。
- 原著多採用黑色手法帶出信息；電視版則偏向勵志，例如地裂一幕，所有當時仍然生存的人都能成功跨過裂縫。
- 電視版中關谷最後並沒有被殺死，在被制伏後淺海只要求她向眾人認錯。
- 電視版的劇情更強調生命的延續以及人類污染環境對於後世的影響。
- 電視版中，最後仍然生存的角色都放棄回去(關谷的下場沒有交代)，改為寫信給在現代時空的家人朋友，傳遞環保信息，用火箭作時空漂移傳送。火箭和信在漂移期間爆炸，卻改變了過去。

## 外部連結
- 互联网电影数据库（IMDb）上《漂流教室》的资料（英文）
- 豆瓣电影上《漂流教室》的資料 （简体中文）